# Streepbandmot
De streepbandmot (Isophrictis striatella) is een vlinder uit de familie van de tastermotten (Gelechiidae). De wetenschappelijke naam is gepubliceerd in 1775 door Denis en Schiffermuller.
De soort komt voor in Europa.